# محمد الرباع
محمد الرباع (8 مارس 1941 - 17 مايو 2022)، هو سياسي هولندي من أصول مغربية.
ولد محمد الرباع يوم 8 مارس 1941 في برشيد (المغرب). فرَّ إلى هولندا عام 1966 حينما كان يدرس الفلسفة في الجامعة. أكمل دراسته في جامعة أمستردام شعبة العلوم الاقتصادية. انخرط مبكرا في العمل السياسي مدافعا عن أوضاع العمال الأجانب في هولندا. أصبح مديرا للمركز الهولندي للأجانب من 1983 إلى 1994 وهو العام الذي انتخب فيه نائبا في البرلمان الهولندي باسم حزب اليسار الأخضر إلى غاية 2002.
تميز عمله كبرلماني حينما تم تعيينه عضوا في لجنة تقصي الحقائق في ما يسمى قضية IRT بخصوص الجريمة المنظمة. عرف كذلك بموقفه من الغضب الذي عم المسلمين بعد نشر كتاب «آيات شيطانية» للروائي البريطاني الهندي سلمان رشدي، حينما قال الرباع إنه «يتفهم» محاولات المسلمين في هولندا منع نشر الكتاب، لكن عبر الوسائل القانونية (القضاء) والديمقراطية.
عُيَّن محمد الرباع بعد مغادرته البرلمان (2002) في منصب «محافظ قانوني» ببلدية لايدن، إلا أن المرض حال دون استمراره في عمله. وبعد ذلك واصل نشاطه السياسي منخرطا في القضايا التي تهم الجالية المغربية والإسلامية في هولندا مما أثار حفيظة القيادة السياسية داخل حزب اليسار الأخضر، وخاصة حينما ظهر محمد الرباع كشخصية محورية في جر السياسي الهولندي المثير للجدل خيرت فيلدرز للمحاكمة متهما إياه بالميز العنصري تجاه المسلمين.
قدم محمد الرباع استقالته من الحزب، وواصل نشاطه السياسي عن طريق الندوات واللقاءات الصحفية. وبعد انطلاق الحراك السياسي الشبابي في المنطقة العربية، عبر عن مساندته لحركة 20 فبراير المغربية متبنيا مطالبها ومنسقا مع شبابها في تنسيقية هولندا.

## وفاته
توفي ببلدة مارسن في 17 مايو 2022 عن عمر ناهز 81 عاما.